# Dolmen de l'Héritière
Le dolmen de l'Héritière est un dolmen situé à Arnac-la-Poste, dans le département français de la Haute-Vienne.

## Historique
Le dolmen a été mentionné pour la première fois en 1851 par E. de Beaufort. Il est classé au titre des monuments historiques le 17 juin 1983.

## Description
L'édifice comporte cinq piliers dont un couché à l'intérieur de la chambre. Le plus grand pilier mesure 1,40 m de longueur, les autres environ 1 m. La table mesure 2,60 m de longueur sur 2,30 m  de large pour une épaisseur de 0,25 à 0,80 m.